# Xã Cook, Quận Decatur, Kansas
Xã Cook (tiếng Anh: Cook Township) là một xã thuộc quận Decatur, tiểu bang Kansas, Hoa Kỳ. Năm 2010, dân số của xã này là 24 người.